# Yakshagana

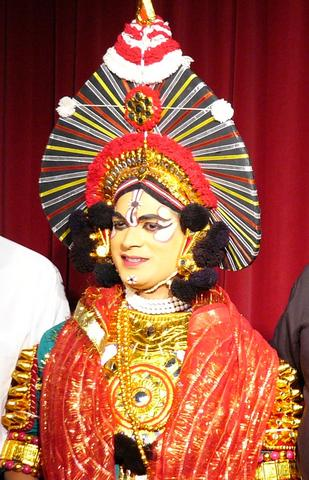
Un artiste de Yakshagana portant sur la tête un pagaDe ou kedage mandhale (Ketaki Mundhale).

Yakshagana (toulou :  ಯಕ್ಷಗಾನ, kannada :  ಯಕ್ಷಗಾನ) est un théâtre musical et dansé, populaire dans la région du Malenadu et de la côte de Kanara, dans l'État du Karnataka en Inde.